# Boris Gorenc
Boris Gorenc, (nacido el 3 de diciembre de 1973 en Liubliana, Eslovenia) es un exjugador de baloncesto esloveno. Con 1.98 metros de estatura, jugaba en la posición de escolta.

## Trayectoria
- Union Olimpija (1990-1996)
- Strasbourg IG (1996-1997)
- Pau-Orthez (1997-1998)
- Basket Rimini (1998)
- Virtus Pallacanestro Bologna (1999-2000)
- Pallacanestro Reggiana (2000)
- Andrea Costa Imola (2000)
- Mens Sana Siena (2000-2002)
- Pallacanestro Varese (2002-2003)
- Olympiakos (2003-2004)
- Pallalcesto Udine (2004-2005)
- Olympiakos (2005)
- BK Jimki (2005-2007)
- KK Union Olimpija (2007-2008)

## Palmarés
- Liga de Eslovenia: 6

KK Union Olimpija: 1991-92, 1992-93, 1993-94, 1994-95, 1995-96, 2007-08
- Copa de Eslovenia: 6

KK Union Olimpija: 1992, 1993, 1994, 1995, 1996, 2008
- Supercopa de Eslovenia:1

KK Union Olimpija: 2007
- Recopa: 2

KK Union Olimpija: 1993-1994
Mens Sana Siena: 2001-2002
- Máximo anotador de la Liga italiana en la temporada 2002-03.